# Impatiens rupicola
Impatiens rupicola är en balsaminväxtart som beskrevs av Joseph Dalton Hooker. Impatiens rupicola ingår i släktet balsaminer, och familjen balsaminväxter. Utöver nominatformen finns också underarten I. r. nataliae.